# Ramię Węgielnicy

Ramiona spiralne Drogi Mlecznej. Ramię Węgielnicy zaznaczone na fioletowo.

Ramię Węgielnicy (również Ramię Łabędzia lub Ramię Zewnętrzne) – jedno z większych ramion spiralnych Drogi Mlecznej.
Ramię Węgielnicy jest jednym z czterech głównych ramion naszej Galaktyki. Jest to łuk o promieniu około 15 500 parseków. Ramię to rozciąga się od centralnej poprzeczki poza Ramię Perseusza. Nazwy ramienia odnoszą się do konstelacji Węgielnicy (łac. Norma) i Łabędzia, w których ramię to jest obserwowane.